# 谷口武雄

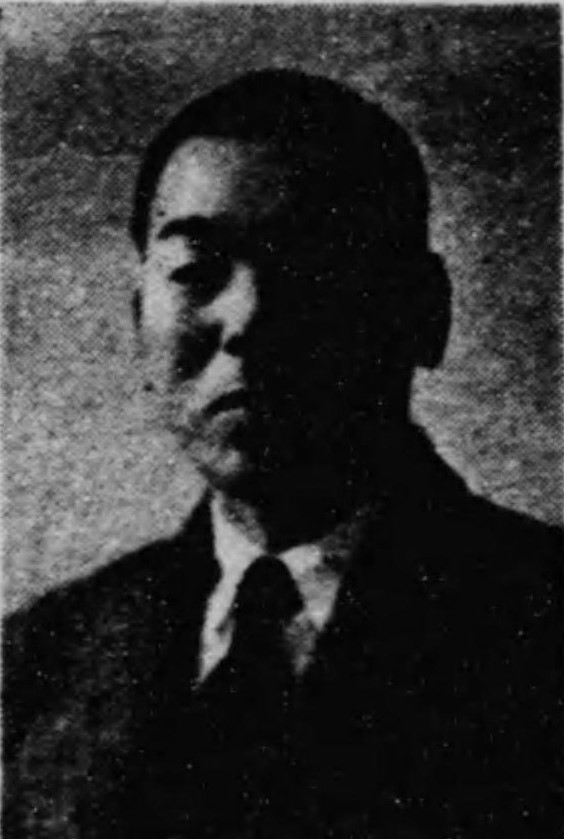
谷口武雄

谷口 武雄（やぐち たけお、1907年（明治40年）8月25日 - 1988年（昭和63年）10月24日）は、昭和期の実業家、政治家。衆議院議員。

## 経歴
茨城県真壁郡河間村（下館市を経て現筑西市）で、谷口健吉の三男として生まれた。1934年（昭和9年）中央大学法学部を卒業した。
1938年（昭和13年）8月、昭和機械工業社長に就任。その他、帝都高速度交通営団参与、昭和鉄工顧問、谷口ビルヂィング社長などを務めた。
1946年（昭和21年）4月の第22回衆議院議員総選挙で茨城県全県区に日本協同党公認で出馬して落選。1947年（昭和22年）4月の第23回総選挙で茨城県第3区に国民協同党公認で出馬して当選し、衆議院議員に1期在任した。この間、国民協同党文化部長、同炭鉱住宅部長、同茨城支部長などを務めた。その後、第24回総選挙に立候補したが落選した。
後に自由民主党前国会議員会相談役に就任した。